# Cardiospermum

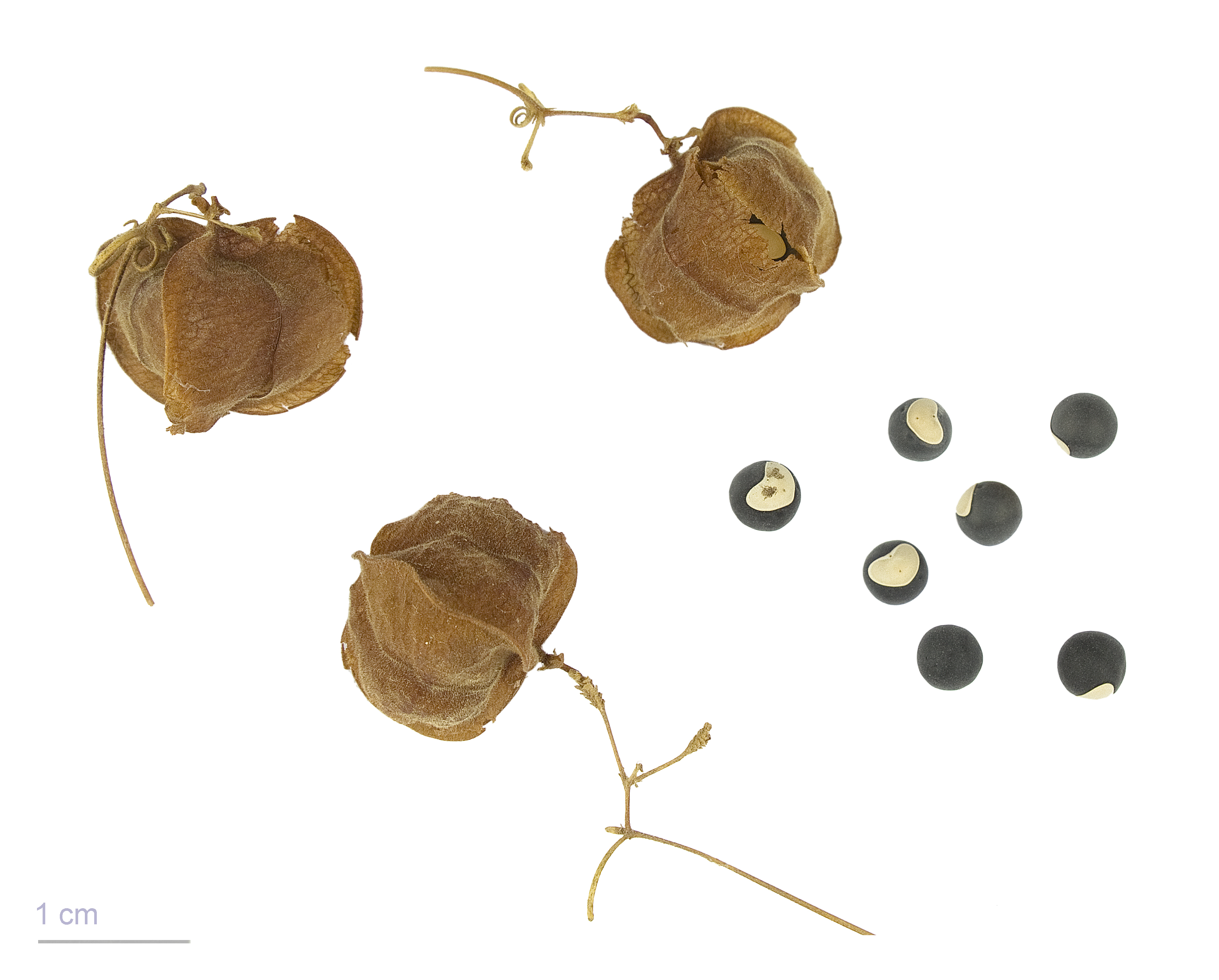
Cardiospermum halicacabum

Casdiospermum és un gènere de plantes amb flors d'arbustos o petits arbres pertanyent a la família Sapindaceae. Comprèn 65 espècies descrites i d'aquestes, tan sols 17 acceptades. Es troba distribuïdes en les àrees càlides d'Amèrica i algunes s'estenen als tròpics del Vell Món.

## Descripció
Enfiladisses perennes o anuals; tiges primes, herbacis a llenyosos, amb deixant simple; plantes polígames. Fulles biternades; folíols amb marge profundament crenat o serrat, híspids a glabres, sovint amb punts o ratlles pel·lúcids. Inflorescència de tirsos axil·lars, peduncles amb 2 arracades, flors zigomorfes petites, blanques; sèpals 4 (a Nicaragua) o 5, el parell exterior més petit; pètals 4, els 2 més grans amb una escata gran, els 2 més petits amb una petita escata crestada; glàndules del disc 4, les 2 inferiors obsoletes, les 2 superiors ovades o corniformes; estams 8, excèntrics, filaments desiguals, lliures o connats en la base; ovari sèssil o estipitat, lòculs 3, estigmes 3, òvuls solitaris. Fruit una càpsula inflada, amb 3 carpels, membranàcia o subcartàcia; llavors globoses, amb testa crustàcia i arilo blanc reduït, cordiforme o reniforme, embrió amb cotilèdons biplicats.

## Taxonomia
El gènere va ser descrit per Carl von Linné i publicat en Species Plantarum1: 366–367. 1753.
Etimologia

## Espècies seleccionades
- Cardiospermum corindum
- Cardiospermum dissectum
- Cardiospermum grandiflorum
- Cardiospermum halicacabum
- Cardiospermum microcarpus